# Allacta puncticollis
Allacta puncticollis es una especie de cucaracha del género Allacta, familia Ectobiidae. Fue descrita científicamente por Brunner von Wattenwyl en 1898.

## Distribución
Esta especie se encuentra en isla de Borneo.